# المعهد العلوي
يقع المعهد العلوي بمنطقة القرجاني بتونس العاصمة. ويحتلّ مساحة 3000 م². تمّ بناؤه سنة 1302 هـ/1884م. في عهد علي باي الثالث على أنقاض مدرسة الشيخ «ابن ملوكة». وهو يحمل اسم ذلك الباي وقد استعمل كملحق لمدرسة ترشيح المعلّمين ثمّ أصبح مدرسة إعداديّة وأخيرا معهدا ثانويّا.وقد تمّ تصنيفه ضمن المعالم التاريخيّة عملا بالأمر الصّادر في التّاسع عشر من أكتوبر 1992.

## مديرو المعهد العلوي
- 1956-1968 : أحمد الفاني
- 1968-1982 : محمد الصادق بودن
- 1982-1995 : علي الحوسي
- 1995-1996 : عبد الوهاب الحمري
- 1996-2000 : عمر كمون
- 2000-2003 : صلاح الدين القيطوني
- 2003-2009 : ناجية العياشي
- 2009- : رفيق الشاوش

## معرض الصور

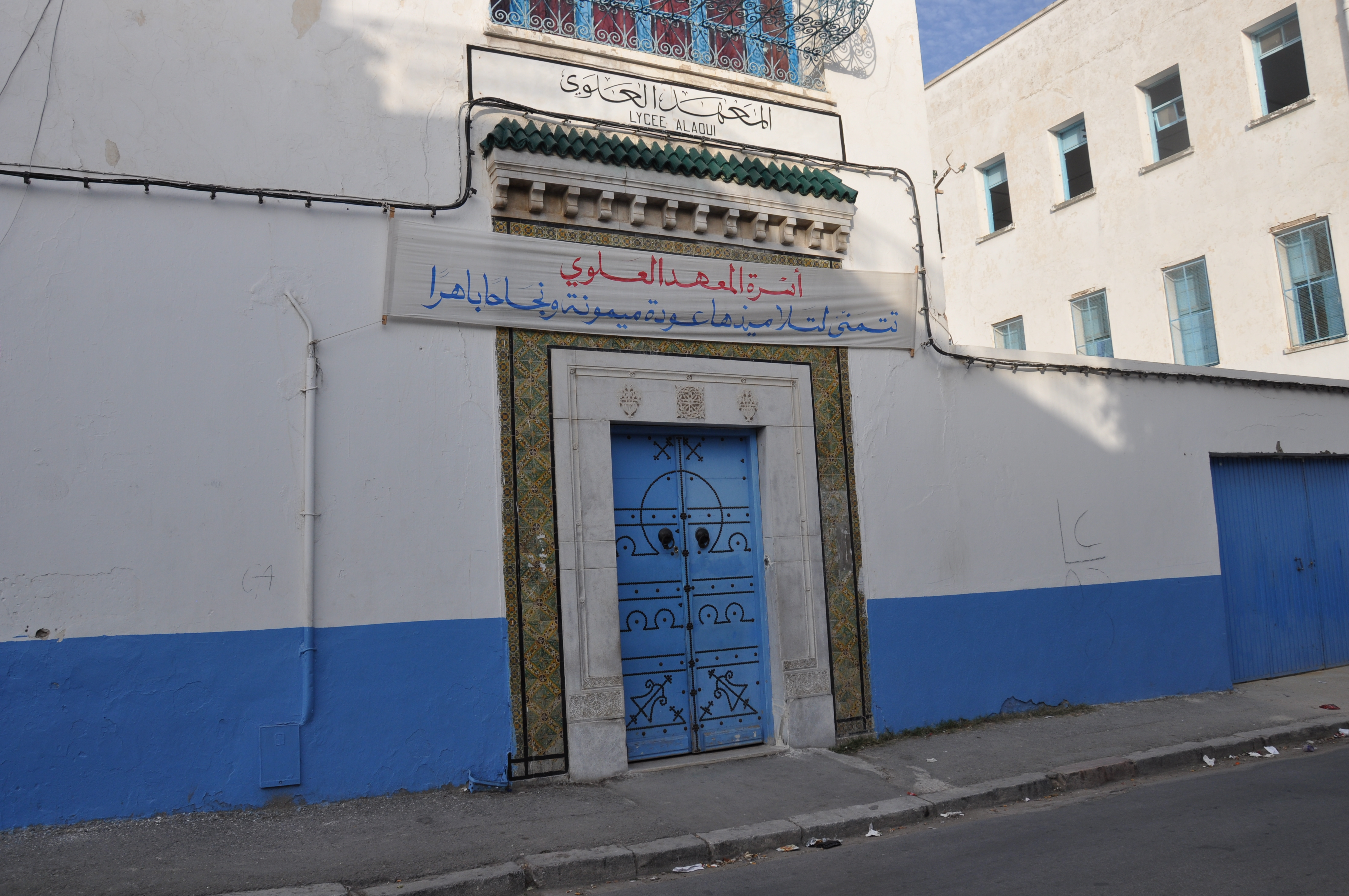
باب المعهد العلوي
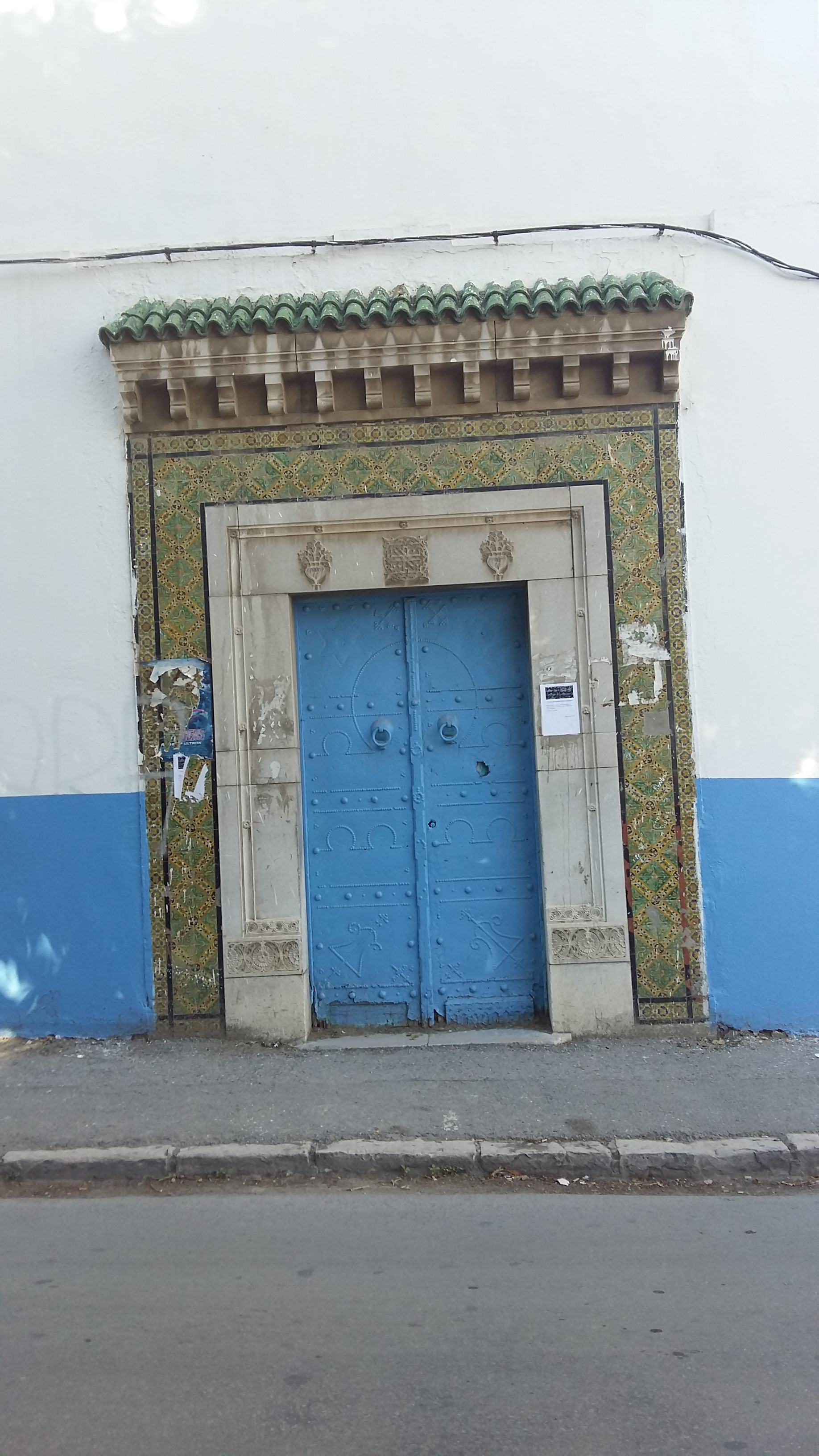
باب آخر للمعهد العلوي
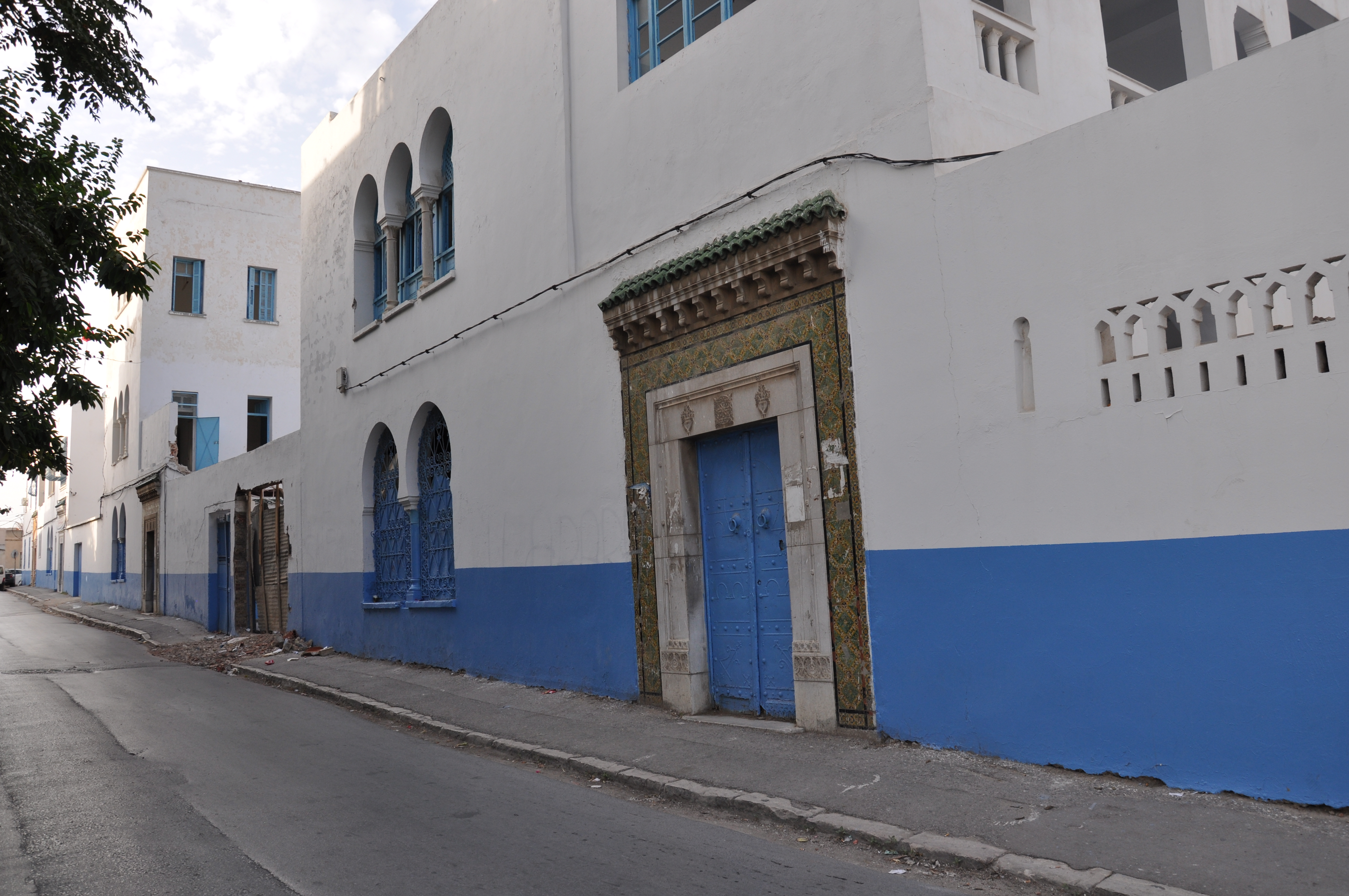
واجهة المعهد من الخارج